# 三稜齒獸屬
三稜齒獸屬（屬名：Trithelodon）是種已滅絕似哺乳爬行動物，屬於獸孔目犬齒獸亞目。三稜齒獸擁有許多哺乳類的特徵。三稜齒獸可能是食蟲性動物，而且可能是夜行動物。